# Earlville (Iowa)
Earlville és una població dels Estats Units a l'estat d'Iowa. Segons el cens del 2000 tenia 900 habitants.

## Demografia
Segons el cens del 2000, Earlville tenia 900 habitants, 338 habitatges, i 248 famílies. La densitat de població era de 631,8 habitants/km².
Dels 338 habitatges en un 36,7% hi vivien nens de menys de 18 anys, en un 60,4% hi vivien parelles casades, en un 8,3% dones solteres, i en un 26,6% no eren unitats familiars. En el 21,9% dels habitatges hi vivien persones soles el 13% de les quals corresponia a persones de 65 anys o més que vivien soles. El nombre mitjà de persones vivint en cada habitatge era de 2,66 i el nombre mitjà de persones que vivien en cada família era de 3,13.
Per edats la població es repartia de la següent manera: un 30% tenia menys de 18 anys, un 7,3% entre 18 i 24, un 27,9% entre 25 i 44, un 18,8% de 45 a 60 i un 16% 65 anys o més.
L'edat mediana era de 37 anys. Per cada 100 dones de 18 o més anys hi havia 97,5 homes.
La renda mediana per habitatge era de 38.194 $ i la renda mediana per família de 43.333 $. Els homes tenien una renda mediana de 30.398 $ mentre que les dones 20.625 $. La renda per capita de la població era de 14.855 $. Entorn del 6% de les famílies i el 6,6% de la població estaven per davall del llindar de pobresa.

## Poblacions més properes
El següent diagrama mostra les poblacions més properes.